# Correios de Moçambique
Correios de Moçambique, est l’opérateur public responsable du service postal au Mozambique. 

## Réglementation
Correios de Moçambique E.P. a le statut d’entreprise publique dotée d'une autonomie administrative et financière séparée des télécommunications. 

## Activités
- courrier
- services financiers
- autres services :  enveloppes, emballages, télécopies, stylo-billes
- transports (Postbus)